# Đông Timor tại Thế vận hội
Đông Timor gửi đi các vận động viên (VĐV) tham gia Thế vận hội lần đầu năm 2004. Năm 2003 Ủy ban Olympic quốc gia của Đông Timor được thành lập.

## Bảng huy chương

### Thế vận hội Mùa hè
| Thế vận hội         | Số VĐV                                   | Số VĐV theo môn                          | Số VĐV theo môn                          | Số VĐV theo môn                          | Số VĐV theo môn                          | Huy chương                               | Huy chương                               | Huy chương                               | Tổng số                                  |
| Thế vận hội         | Số VĐV                                   | Điền kinh                                | Quyền Anh                                | Cử tạ                                    | Xe đạp                                   |                                          |                                          |                                          | Tổng số                                  |
| ------------------- | ---------------------------------------- | ---------------------------------------- | ---------------------------------------- | ---------------------------------------- | ---------------------------------------- | ---------------------------------------- | ---------------------------------------- | ---------------------------------------- | ---------------------------------------- |
| 1976–1980           | không tham dự                            | không tham dự                            | không tham dự                            | không tham dự                            | không tham dự                            | không tham dự                            | không tham dự                            | không tham dự                            | không tham dự                            |
| 1984–1996           | tham dự như một phần của Indonesia (INA) | tham dự như một phần của Indonesia (INA) | tham dự như một phần của Indonesia (INA) | tham dự như một phần của Indonesia (INA) | tham dự như một phần của Indonesia (INA) | tham dự như một phần của Indonesia (INA) | tham dự như một phần của Indonesia (INA) | tham dự như một phần của Indonesia (INA) | tham dự như một phần của Indonesia (INA) |
| Sydney 2000         | 4                                        | 2                                        | 1                                        | 1                                        | 0                                        | 0                                        | 0                                        | 0                                        | 0                                        |
| Athens 2004         | 2                                        | 2                                        | 0                                        | 0                                        | 0                                        | 0                                        | 0                                        | 0                                        | 0                                        |
| Bắc Kinh 2008       | 2                                        | 2                                        | 0                                        | 0                                        | 0                                        | 0                                        | 0                                        | 0                                        | 0                                        |
| Luân Đôn 2012       | 2                                        | 2                                        | 0                                        | 0                                        | 0                                        | 0                                        | 0                                        | 0                                        | 0                                        |
| Rio de Janeiro 2016 | 3                                        | 2                                        | 0                                        | 0                                        | 1                                        | 0                                        | 0                                        | 0                                        | 0                                        |
| Tokyo 2020          | chưa diễn ra                             |                                          |                                          |                                          |                                          |                                          |                                          |                                          |                                          |
| Paris 2024          |                                          |                                          |                                          |                                          |                                          |                                          |                                          |                                          |                                          |
| Los Angeles 2028    |                                          |                                          |                                          |                                          |                                          |                                          |                                          |                                          |                                          |
| Tổng số             | Tổng số                                  | Tổng số                                  | Tổng số                                  | Tổng số                                  | Tổng số                                  | 0                                        | 0                                        | 0                                        | 0                                        |
| 1.                  |                                          |                                          |                                          |                                          |                                          |                                          |                                          |                                          |                                          |

### Thế vận hội Mùa đông
| Thế vận hội         | Số VĐV       | Số VĐV theo môn    | Huy chương | Huy chương | Huy chương | Tổng số |
| Thế vận hội         | Số VĐV       | Trượt tuyết đổ đèo |            |            |            | Tổng số |
| ------------------- | ------------ | ------------------ | ---------- | ---------- | ---------- | ------- |
| Sochi 2014          | 1            | 1                  | 0          | 0          | 0          | 0       |
| Pyeongchang 2018    | 1            | 1                  | 0          | 0          | 0          | 0       |
| Bắc Kinh 2022       | chưa diễn ra |                    |            |            |            |         |
| Milano–Cortina 2026 |              |                    |            |            |            |         |
| Tổng số             | Tổng số      | Tổng số            | 0          | 0          | 0          | 0       |